# Віталій Шереметьєв
Віталій Шереметьєв— український кінопродюсер, засновник кінокомпаній ESSE House та DGTL RLGN, член Української кіноакадемії. Відомий участю у створенні художніх і документальних фільмів, які здобули міжнародне визнання на престижних кінофестивалях.

## Біографія
Віталій Шереметьєв розпочав свою кар’єру у відеовиробництві в 1990-х роках. Спершу працював у межах творчого об'єднання «ESSE Group» заснованою Сергієм Дябелем, а згодом заснував продакшн-компанію ESSE House, яка спеціалізується на повнометражному кіно та виробничому сервісі. Пізніше заснував другу студію — DGTL RLGN (Digital Religion), яка підтримує документальні, авторські й суспільно важливі фільми.
Активно працює над просуванням сучасного українського кінематографу в Європі та світі, підтримує молодих авторів і соціально важливі теми.

## Фільмографія

### Повнометражні художні фільми
- Forever-Forever (2023, реж. Анна Бурячкова) — історія підліткового кохання на тлі ранніх 2000-х. Премʼєра: Venice Days, Венеційський кінофестиваль. Переможець Istanbul IFF — Золотий тюльпан, премія FIPRESCI, приз журі Cottbus Film Festival.
- Ерік. Кам’яне серце / Erik Stoneheart (2022, реж. Ільмар Рааг) —  повнометражний художній фентезі-фільм для родинного перегляду, знятий естонським режисером Ільмаром Раагом у міжнародній копродукції Естонії, України, Латвії, Литви та Франції. Світова премʼєра відбулася у 2022 році. 11-річний Ерік вважає, що його серце зроблене з каменю і не здатне відчувати. Та зустріч із дівчинкою Марією й небезпечна фантастична подорож змушують його переосмислити, що таке справжні емоції, дружба і любов. Демонструвався на Tallinn Black Nights, CHIFF (Сідней, Мельбурн).
- Стоп-Земля (2021, реж. Катерина Горностай) — повнометражний художній фільм, що розповідає про життя й виклики підлітків у сучасній Україні. У центрі сюжету — історія підлітка, який проходить через період самовизначення, дружби та перших кроків у доросле життя, намагаючись знайти своє місце у світі.  Фільм вирізняється реалістичним підходом до тем підліткової психології та соціальних проблем, а також використанням документального стилю з елементами імпровізації акторів. Фільм отримав Crystal Bear (Berlinale), Гран-прі Одеського міжнародного кінофестивалю та премію імені Тараса Шевченка.
- Толока (2020, реж. Михайло Іллєнко) — повнометражний художній фільм українського режисера Михайла Іллєнка, знятий за мотивами балади Тараса Шевченка «У тієї Катерини хата на помості». Це історична алегорія, яка через образ української хати та головної героїні Катерини проводить глядача крізь 400 років української історії — від козаччини до сьогодення. Центральним символом фільму є толока — давній український звичай спільної праці задля спільного блага. Після кожної трагедії — пожежі, війни, руйнування — хату героїні разом відбудовують громада і сусіди, що підкреслює силу єдності та стійкість українського народу, номінант премії «Золота Дзиґа».
- Парфенон / Parthenon (2019, реж. Мантас Кведаравічюс)  — повнометражний художній фільм, створений у копродукції Литви, України та Франції. Світова премʼєра відбулася у 2019 році на Венеційському кінофестивалі в секції Settimana Internazionale della Critica («Тиждень критики»). Сюжет: Головний герой намагається пригадати фрагменти свого минулого, повʼязані з любовʼю, насильством і втратами. Події фільму розгортаються у Стамбулі, Афінах та Одесі. Наратив побудований фрагментарно, із поєднанням ігрового й документального стилів. Прем’єра — Венеційський кінофестиваль (Venice Critics’ Week).

### Повнометражні документальні фільми та серіали
- Серж Ліфар. Справа Артиста (у виробництві, реж. Марія Головацька) — біографічний фільм про українсько-французького балетного реформатора Сержа Ліфара. Премʼєра запланована на 2025 рік.
- У пошуках Сковороди (2022, реж. Максим Сметана) — сучасний погляд на постать філософа Григорія Сковороди. Документальний фільм, що у доступній глядацькій формі викладає ключові тези світогляду Григорія Савича, а також органічно поєднує їх з грізними випробуваннями сучасності. Російські війська невипадково обирають мішенями сакральні для української культури об’єкти, у тому числі — і сковородинівські. Звісно ж, ці спроби нищення марні, адже Сковорода — у носіях його ідей, у тих, хто обирає свободу своєю життєвою філософією. Лідер гурту «Океан Ельзи» Святослав Вакарчук, директорка «Мистецького арсеналу» Олеся Островська-Люта, директор Інститут філософії імені Г. Сковороди Анатолій Єрмоленко, засновниця «Бібліотеки майбутнього» Вероніка Селега, філософ Володимир Єрмоленко, письменник Тарас Лютий, історикиня, дослідниця історії Криму Гульнара Абдулаєва, докторка філософських наук, професорка Київського національного університету імені Т. Шевченка Наталя Кривда та інші відомі особистості стали спікерами цього документального фільму.
- Колапс. Як українці зруйнували імперію зла (2021, реж. Сергій Лисенко) — документальний серіал у семи серіях про падіння СРСР і роль України в цих процесах.  Сценарист Олександр Зінченко, створений командою ESSE Production House для Суспільного мовлення. Прем’єра відбулася 23–24 серпня 2021 року на UA:Перший, приурочена до 30-ї річниці Акту проголошення незалежності України.  Серіал розповідає про вихід України з СРСР та роль українців у розпаді Імперії Зла. Це чи не перша спроба показати повністю українську точку зору без наративів будь-якої іноземної держави.
- Без вас (2023) —  трисерійний документальний серіал, що розповідає про життя українських громад, які пережили російську окупацію у 2022 році. Кожна серія присвячена окремій громаді — Дергачівській, Гостомельській і Тростянецькій. Через особисті історії мешканців фільм показує трагедію війни, відвагу, спротив, та зусилля з відновлення. Проєкт висвітлює ранні приклади післявоєнної відбудови..

### Короткометражні фільми
- Анна (2019, реж. Декель Беренсон) — історія про самотню жінку з Донбасу. Премʼєра в офіційній програмі Каннського кінофестивалю (Short Film Corner), покази: RIDM (Монреаль), Hot Docs (Канада), «Молодість» (Київ), приз Via dei Corti (Італія).

## Продакшн-компанії
- ESSE House — студія, що спеціалізується на незалежному, артхаусному й експериментальному кіновиробництві.
- DGTL RLGN — платформа для соціально орієнтованих та авторських документальних і художніх фільмів.

## Продюсерске бачення
Шереметьєв розглядає кіно як інструмент діалогу й самоідентифікації. Його продюсерські проєкти зосереджені на темах історичної пам’яті, психологічної травми, дорослішання, війни й трансформації суспільства.

## Членство
- Українська кіноакадемія — дійсний член.

## Визнання
- Crystal Bear — Берлінський кінофестиваль (2021)
- FIPRESCI Prize — Стамбульський міжнародний кінофестиваль (2024)
- Golden Tulip — Istanbul IFF (2024)
- Премія імені Тараса Шевченка — «Стоп-Земля»
- Приз журі — Cottbus Film Festival
- Участь у Каннському, Венеційському, Берлінському кінофестивалях